# آب‌انبار مزرعه جمشید
آب‌انبار مزرعه جمشید مربوط به دوره قاجار است و در یزد، حسن‌آباد مشیر واقع شده و این اثر در تاریخ ۱۰ خرداد ۱۳۸۲ با شمارهٔ ثبت ۹۱۳۸ به‌عنوان یکی از آثار ملی ایران به ثبت رسیده است.